# Melilli
Melilli (Miliḍḍi in siciliano) è un comune italiano di 13 111 abitanti del libero consorzio comunale di Siracusa in Sicilia.

## Geografia fisica
Melilli dista 22 chilometri da Siracusa, è nel nord est della provincia nel comprensorio dei Monti Climiti a 310 m sul livello del mare.

## Storia
La seguente frase campeggia sullo stemma della città: “DAT MEGARA ORTUM HYBLAE LEO MARTEM ALVEARE MELILLI” (Megara dà a Ibla Melilli la nascita; il leone dà la forza e la prosperità).
Melilli ha avuto una storia molto variegata dove la presenza dell'uomo è attestata fin dall'età del bronzo. La sua posizione strategica tra le maggiori città di Augusta e Siracusa ha svolto un ruolo cruciale per la sua crescita. Nel periodo feudale divenne dominio di Augusta e, più tardi, della famiglia Moncada. Melilli è riuscita a sopravvivere a due devastanti terremoti nel 1542 e nel 1693. Dal 1842 detiene l'autonomia.
Melilli sorge nell'ex feudo Mezzamontagna sulle colline dei monti Iblei, digradanti verso il Mar Ionio e l'ampio golfo di Augusta. Il toponimo Melilli, ”sentiero trafficato”, è probabilmente di origine berbera (Malilah e Malili), dovuto alla posizione geografica occupata dal paese tra Catania e Siracusa. Il territorio di Melilli è stato abitato fin dalla preistoria: infatti sono molte le necropoli che testimoniano la presenza dell'uomo in questa parte della Sicilia. Il vasto territorio di Melilli, infatti, racchiude molte necropoli dell'età di Castelluccio (XVII – XV secolo a.C.), su cui gli archeologi hanno puntato i loro studi. La presenza di numerose necropoli rupestri fece affermare a numerosi storici e archeologi dei secoli scorsi che all'interno del territorio di Melilli fosse da ricercare l'antica Hybla sicula, il cui re Hyblon concesse ai megaresi dell'ecista Lamis la terra su cui fondare, nella seconda metà dell'VIII secolo a.C. Megara Hyblaea anche se gli archeologi identificano Hybla con Pantalica.
Nell'epoca bizantina, Melilli doveva essere un piccolo agglomerato rurale, che in seguito alle incursioni arabe e berbere, iniziate nell'827 d.C., richiamò per la sua naturale posizione fortificata gli abitanti dei villaggi circostanti, di cui restano ancora oggi tracce nelle varie contrade del territorio melillese. Certamente anche il piccolo agglomerato di Melilli dovette essere occupato successivamente da questi popoli che probabilmente diedero nuovo impulso economico ed edilizio al piccolo centro agricolo con la produzione del miele, la cui fama era già nota agli antichi greci e romani, e la produzione della canna da zucchero, arrivata in Sicilia probabilmente con le popolazioni berbere.
Sull'odierna cittadina, però, si hanno notizie storiche certe a partire dal XII secolo, quando il Casale di Melilli venne aggregato dal re Federico II di Svevia alla cittadina di demanio regio Augusta, da lui stesso fondata.

Durante il periodo feudale Melilli fu feudo di diversi principi e baroni fino al 1406 quando passò al regio demanio. Nel 1466 divenne baronia dei Moncada che la mantennero fino al 1812.

Dopo due ricostruzioni in seguito ai devastanti terremoti del 1542 e del 1693 il reale decreto del 27 agosto 1842 elevò il Comune di Melilli a capoluogo di circondario di terza classe, con aggregato Villasmundo, fondato nel 1711 dal patrizio Consalvo Asmundo dei marchesi di San Giuliano.

Nel 1778 Vivant Denon passa da Melilli e lascia una breve descrizione del paese: 
(Dominique Vivant Denon Voyage en Sicile)
Il 29 luglio 1860, a seguito della spedizione dei Mille di Garibaldi, conclusasi con la cacciata dei Borboni, il consiglio comunale di Melilli rinnovò il suo voto di annessione alle province d'Italia sotto Vittorio Emanuele II, Re d'Italia.

Gli ultimi anni del XIX secolo, poi, registrarono la partenza di parecchie famiglie di melillesi verso i paesi extraeuropei. Fu l'inizio dell'emigrazione, che ad ondate successive e fino agli anni sessanta, porterà migliaia di melillesi a raggiungere soprattutto gli Stati Uniti d'America, popolando la cittadina di Middletown (Connecticut) nel quale sorgerà la Little Melilli, dove gli emigrati faranno rivivere le tradizioni del loro paese di origine.
Nel XX secolo gli avvenimenti più importanti da ricordare sono ovviamente la prima guerra mondiale, che costrinse molti giovani melillesi ad abbandonare la loro famiglie per andare al fronte nel nord Italia, la seconda guerra mondiale, nel corso della quale Melilli fu bombardata per ben due volte ed occupata dalle forze alleate. Il bombardamento navale avvenne il 12 luglio 1943, due giorni dopo lo sbarco alleato in Sicilia, il secondo più grave avvenne la sera del 9 agosto 1943, quando gli aerei tedeschi per alleggerirsi del peso sganciarono il loro carico di bombe sul quartiere Santa Rosalia, che fu distrutto. La fine del secondo conflitto mondiale lasciò l'Italia economicamente in ginocchio, a soffrirne soprattutto furono le classi più deboli: contadini, braccianti ed artigiani che presero la via dell'emigrazione verso gli Stati Uniti bloccata durante il ventennio fascista.
L'avvio dell'industrializzazione, nel dopoguerra, trasformò il territorio di Melilli verso la metà del 1948 con l'installazione a Punta Cugno della RASIOM, la prima raffineria di petrolio. A questa si aggiunsero successivamente la Sincat, la Montecatini, la Celene, la Liquigas, l'Isab e la centrale termoelettrica dell'Enel. In quasi trent'anni dal 1948 al 1976, la fascia costiera del territorio melillese subì l'installazione di tutte le industrie chimiche e petrolchimiche che si trovano nella provincia di Siracusa.
La cessione di parte del suo territorio costiero a Priolo Gargallo che fu eretto a comune autonomo nel 1979 portò alla perdita da parte della cittadina iblea di alcune delle industrie che furono assegnate al nuovo comune, nonché la popolosa frazione di San Focà. Contemporaneamente gli abitanti di Marina di Melilli furono costretti a trasferirsi in altre zone della provincia a causa dei gravi problemi ambientali provocati dai complessi industriali. Di Marina di Melilli oggi non resta che un esempio di archeologia industriale con case abbandonate e sventrate.
L'ultimo avvenimento importante di Melilli risale alla notte del 13 dicembre 1990 alle ore 1:25 quando una forte scossa di terremoto compresa tra il 6º e l'8º grado della scala Mercalli con epicentro sul golfo di Augusta, preceduta da un forte boato, colpì la cittadina che in 45 secondi rimase gravemente danneggiata.
Sono dieci anni, o vaga Ibla natia, 

che da le tue montagne erro lontano;

e son dieci anni che sospiro invano

i tuoi floridi colli, o patria mia!
(Giuseppe Aurelio Costanzo)

## Monumenti e luoghi d'interesse

### Architetture religiose

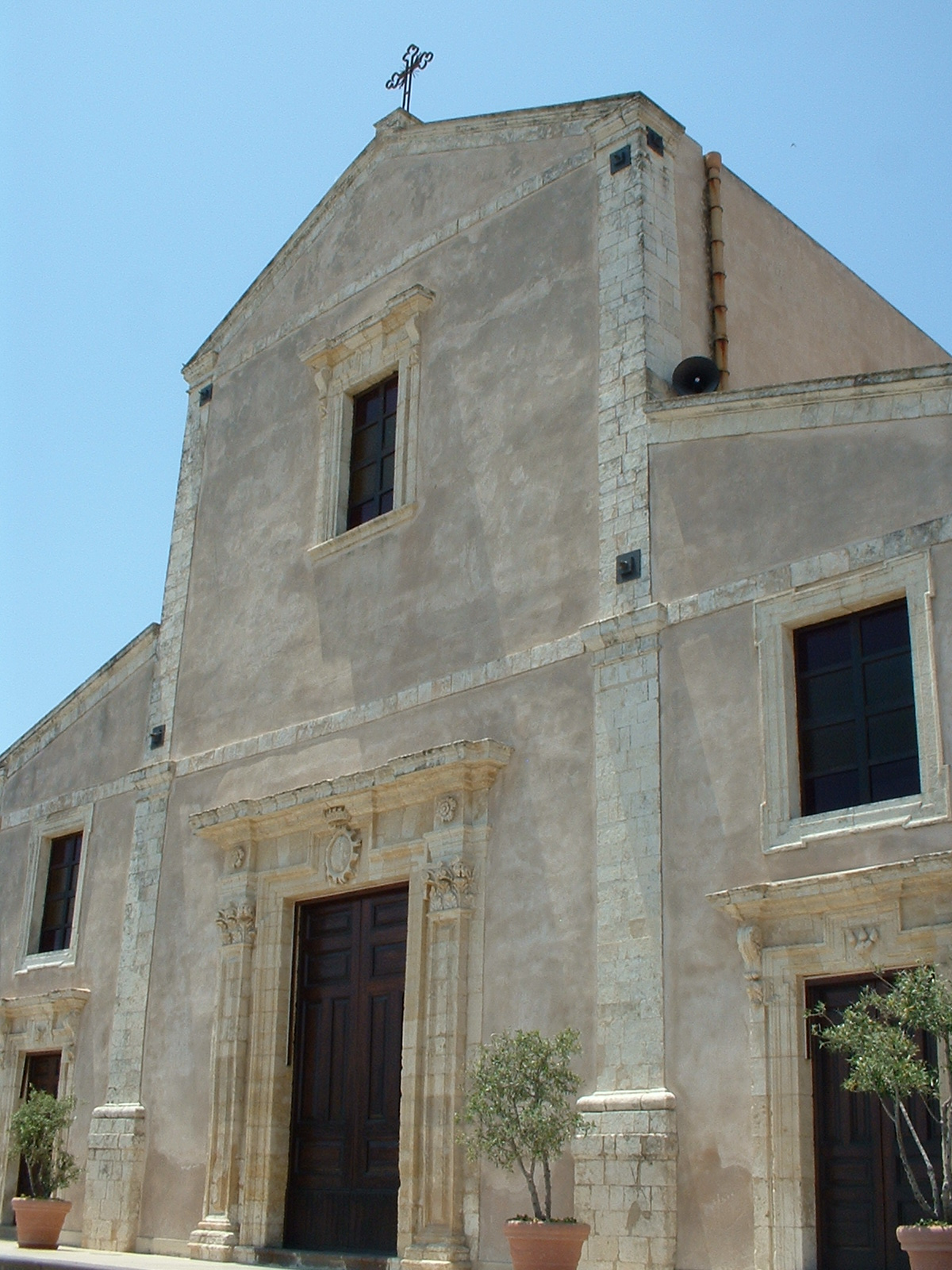
La chiesa madre

- Chiesa madre di San Nicola: posta in piazza Duomo, un tempo il centro urbanistico e religioso della città, oggi riveste una posizione di secondo livello dopo la costruzione della chiesa di San Sebastiano Martire. La chiesa madre di San Nicola si presenta con una pianta a croce latina a tre navate ed un campanile sulla parte posteriore; al suo interno conserva opere d'arte d'ogni epoca quali pitture ad olio raffiguranti vite di santi e apostoli, oggi opportunamente restaurate tra le quali sono da considerare quelle di Olivio Sozzi; particolare importanza artistica riveste l'altare posto nella cappella della navata sinistra del quale è possibile ammirare la presenza delle stalagmiti, patrimonio delle grotte del territorio di Melilli. È stato rimosso il grande organo in legno che un tempo sovrastava l'ingresso principale, andato distrutto a causa del devastante terremoto del 13 dicembre 1990. La chiesa custodisce la statua della Madonna Immacolata di Pasqua che viene portata in processione nella domenica di Resurrezione. Dopo essere rimasta chiusa per anni a causa dei danneggiamenti del terremoto, l'amministrazione comunale ha voluto ristrutturare del tutto la chiesa per renderla nuovamente disponibile ai suoi parrocchiani.
- Chiesa della Madonna del Soccorso
- Chiesa della Madonna delle Grazie
- Chiesa della Madonna del Carmine
- Chiesa del convento dei padri Cappuccini
- Chiesa di Sant'Antonio Abate
- Chiesa dello Spirito Santo
- Basilica di San Sebastiano Martire

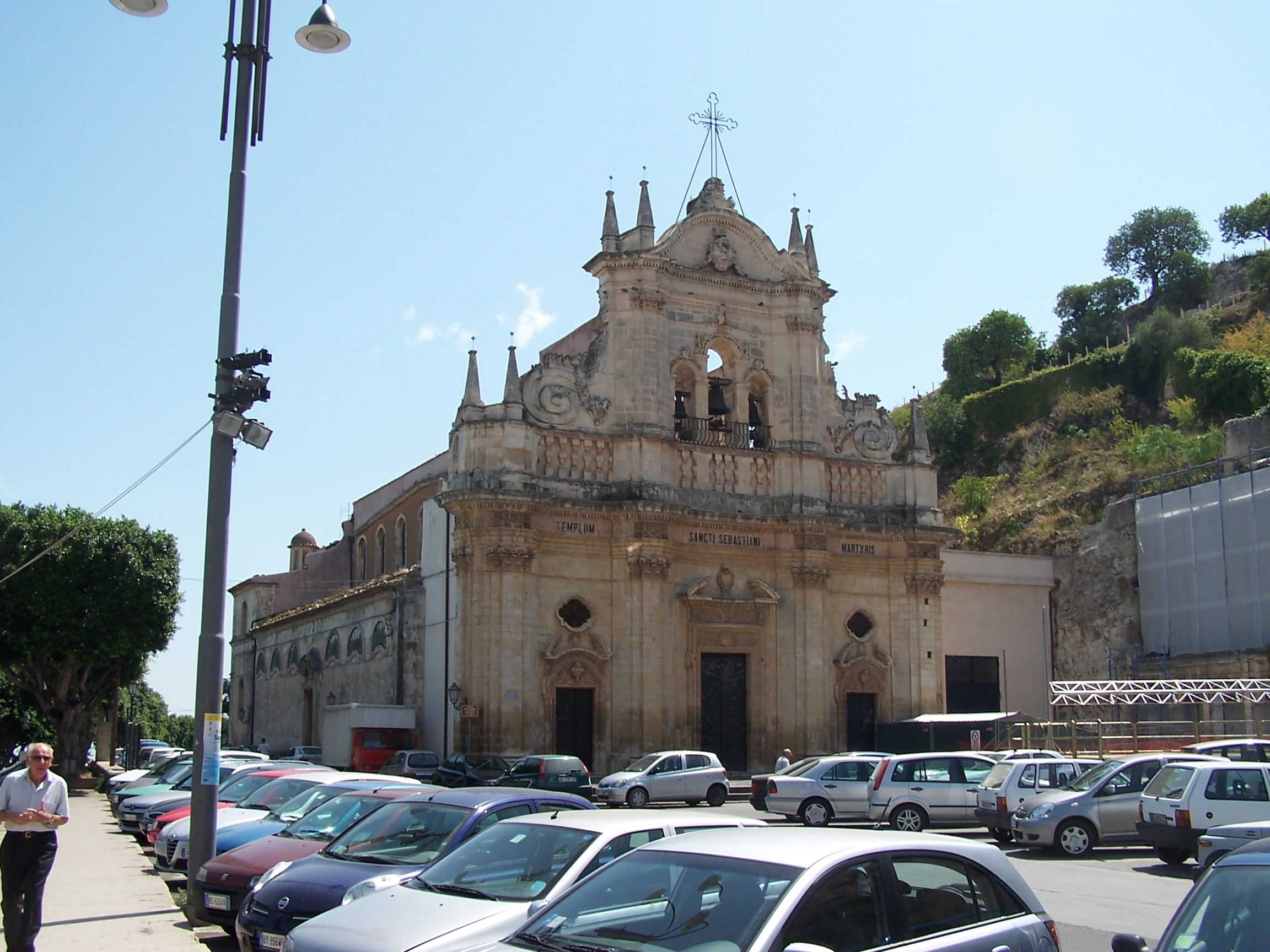
La basilica di San Sebastiano sull'omonima piazza

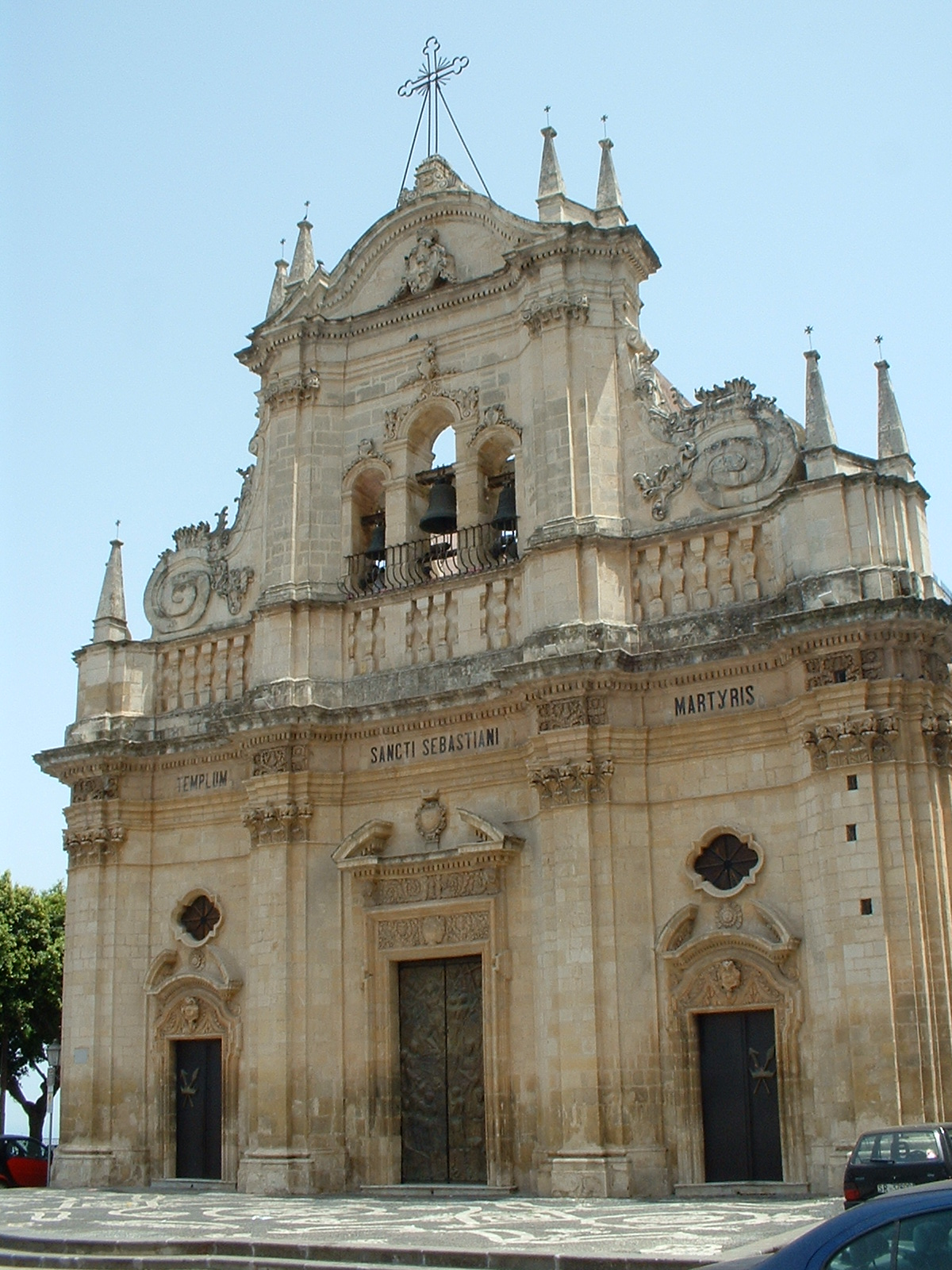
Facciata della chiesa di San Sebastiano

Particolare per la sua facciata in stile barocco, quella di San Sebastiano è oggi la principale chiesa della città. È infatti qui che ogni anno, per i festeggiamenti in onore del santo patrono San Sebastiano, centinaia di fedeli accorrono da ogni parte della provincia per venerare la statua. La chiesa di San Sebastiano è posta sull'omonima piazza, la maggiore della città, dove si trova anche il monumentale loggiato ottocentesco a fianco della chiesa. La maestosa facciata, realizzata in pietra giuggiolona, fu disegnata nel secondo ordine dall'architetto siracusano Nicolò Sapia nel 1762 ed i lavori furono eseguiti dai maestri muratori siciliani Luciano Alì e Carmelo Modanò. I tre portali della facciata e quello laterale sono stati realizzati in bronzo dallo scultore catanese Domenico Girbino. L'interno della chiesa, a croce latina e a tre navate, custodisce numerose opere d'arte. Una pittura su tela applicata a legno rappresenta nel quadrone centrale “la gloria di San Sebastiano” il Bimartire portato in gloria dagli angeli verso la Madonna.

#### La statua di san Sebastiano martire di Melilli
Particolare per il suo fascino e la sua unicità nelle forme ed espressioni di qualità artistiche oltre che religiose, la statua di san Sebastiano è un'opera scolpita sul legno nella cui manifattura l'artista è rimasto attento ai particolari delle proporzioni fisionomiche umane e nelle espressioni di dolore del volto; il santo viene trafitto da frecce argentee ed è legato a un'elegante colonna anch'essa d'argento; nel corso degli anni i devoti hanno coperto la statua originale con un telo rosso ricoperto di oggetti d'oro.
Per questo motivo, più volte la statua è stata oggetto di vani tentativi di furto. Nel corso di uno di questi, un'esplosione ridusse la statua in frantumi e successivamente un attento e accurato restauro effettuato dall'archeologo melillese Rosario Carta, storico collaboratore di Paolo Orsi, la riportò allo stato originale.
La venerata statua del santo patrono di Melilli ha una storia centenaria.
Il suo arrivo a Melilli infatti è fatto risalire al 1º maggio 1414, anno in cui, secondo la leggenda, la statua arrivò a Marina di Melilli a bordo di una barca proveniente da Roma. Sempre secondo la leggenda, un concorso di popoli fra le diverse città della provincia (fra cui Siracusa) venne fatto per decidere in quale paese dovesse essere portata la statua. Miracolosamente il simulacro divenne pesante per tutti coloro che provarono a sollevarlo tranne che per gli abitanti di Melilli che riuscirono a trasportarlo fino al paese. La statua ridivenne pesante nel punto in cui scelse dove doveva essere costruita la sua casa, l'odierna basilica di San Sebastiano posta sull'omonima piazza. Da allora la presenza della statua in paese portò una serie di eventi miracolosi fra la popolazione, di cui sono ancora oggi vive testimonianze e documenti ufficiali. Per questo San Sebastiano di Melilli accrebbe la sua popolarità anche fuori provincia e fino ad oggi mantiene viva questa devozione di massa che è rappresentata nella notte fra il 3 e il 4 maggio con l'arrivo dei cosiddetti nuri (= nudi), pellegrini vestiti di bianco con una fascia rossa e piedi scalzi che svolgono lunghi ed estenuanti viaggi lungo la Via di san Sebastiano per ottenere miracoli su intercessione del santo.
Il simulacro del santo viene esposto ai fedeli dal 20 al 27 gennaio e durante le festività che vanno dal 4 all'11 maggio.

### Monumenti

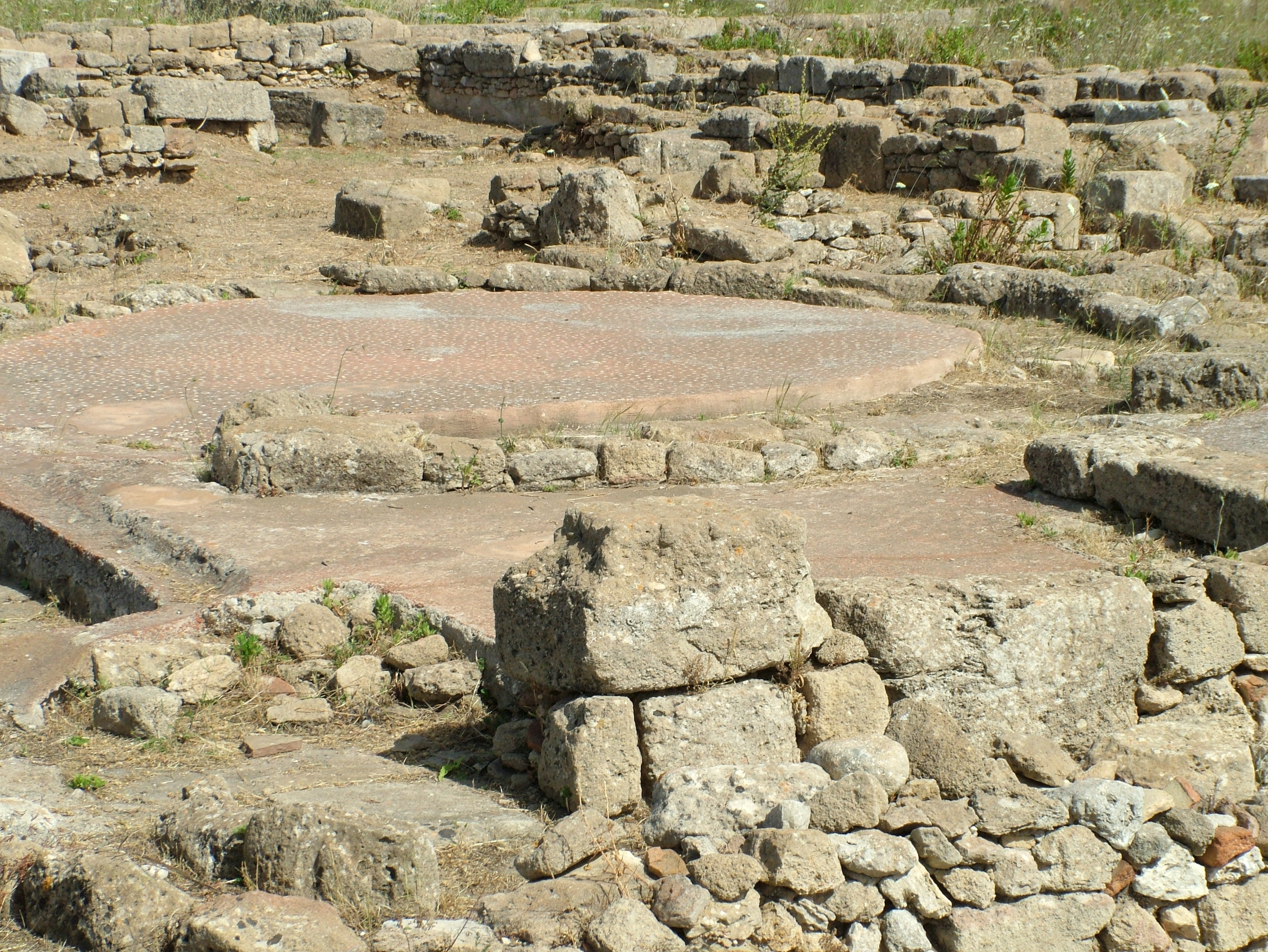
Megara Hyblaea

Il centro storico di Melilli è ricco di palazzi sontuosi, indubbia testimonianza di un passato “nobile”, in cui molte famiglie signorili vivevano nel centro ibleo. Molti di questi palazzi sono chiusi a causa dell'abbandono da parte di molti nuclei familiari proprietari. Palazzi signorili, alcuni dei quali sono susseguenti al terremoto del 1693 e quindi ricostruiti secondo i canoni architettonici del tempo, altri sono invece dell'Ottocento e del Novecento. Molti di questi palazzi sono ubicati lungo la Via Iblea, l'arteria principale di Melilli.
- Palazzo Vinci
- Palazzo Rossi-Matera-Rizzo-Vinci, con splendide balconate e mensole in pietra, con figure grottesche.
- Palazzo Municipale (ex monastero benedettino)
- Loggiato Monumentale - Piazza San Sebastiano

Di grande rilevanza archeologica sono i siti di:
- Megara Iblea (Megara Hyblaea)- resti della colonia greca Megara, situati nella baia del comune di Augusta
- Necropoli sparse sul territorio
- Thapsos nella penisola Magnisi, presso il comune di Priolo Gargallo e sita all'interno della Marina di Melilli
- Valle del Marcellino (Villasmundo)

### Aree di interesse naturalistico
Nonostante la presenza dell'area industriale sul territorio di Melilli possa far presupporre che sia un argomento poco rilevante, è interessante considerare anche l'aspetto naturalistico del territorio. Il fiume Marcellino, che scorre sul territorio di Melilli, offre un incantevole ambiente naturale e un'antica necropoli; una menzione particolare va alle vicine saline di Augusta, un tempo importante risorsa economica fino alla fine della Seconda Guerra Mondiale.

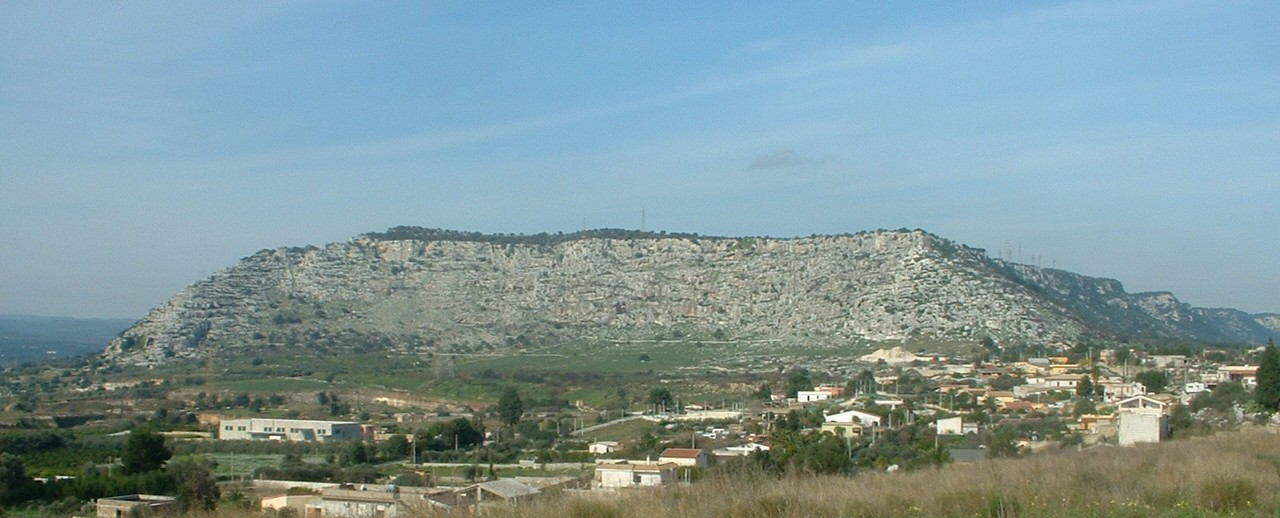
Monti Climiti

Di notevole interesse naturale sono da considerare anche:
- Grotta Palombara (presenza di stalagmiti e stalattiti)
- Grotta di Mastropietro (presenza di stalagmiti e stalattiti)
- Riserva Naturale Integrale "Complesso speleologico Villasmundo-Alfio" (cavità carsiche di grande interesse scientifico; ambiente epigeo con presenza di piante e animali di notevole valore biogeografico)
- "Pirrera" (imponente cava di pietra a "cielo coperto")
- Museo di Scienze Naturali, oggi Eco Museo dei Monti Climiti (curato dal CUTGANA dell'Università degli Studi di Catania)
- Fiumi: Marcellino, Mulinello
- Torrenti e cave: Belluzza, Canniolo, Cannizzoli, Càntera, Fiumara, Fontanelle, Ladroni, Li Margi, Molini, San Cusumano, Sorciaro, Vallone della neve
- Monti Climiti

## Società

### Evoluzione demografica
Abitanti censiti

### Tradizioni e folclore
Fra gli appuntamenti laici di maggior rilievo, nel corso dell'anno, spicca il Carnevale, che consiste in una sfilata di carri allegorici e vanta una tradizione antica e consolidata. Si svolge dal 1936 ininterrottamente, a esclusione del periodo della Seconda Guerra Mondiale.

## Geografia antropica
Il territorio di Melilli, come gran parte della Sicilia orientale, è fortemente influenzato da numerose attività sismiche. Gli ultimi eventi sismici rilevanti della storia di Melilli risalgono al 1693, quando l'intera città venne rasa al suolo, e più di recente alla notte del 13 dicembre 1990 (8º grado della scala Mercalli). Melilli deve anche fare i conti con il rischio di incidenti industriali data la presenza sul suo territorio del grande polo petrolchimico siracusano che interessa anche i comuni di Augusta e Priolo Gargallo; fra questi si ricordano quello all'impianto Montedison del 1985 e quello dell'aprile 2006 all'impianto di raffinazione ERG.
Il territorio comunale comprende due isole amministrative: Tufoli, enclave nel comune di Augusta, e Città Giardino, fra Priolo Gargallo e Siracusa. Il suo territorio racchiude invece due exclavi di Augusta: Fondacazzo, nei pressi di Villasmundo, e Luogo Monaco.
Oltre a Città Giardino, nata nella seconda metà del ventesimo secolo, è frazione di Melilli anche Villasmundo.

## Economia

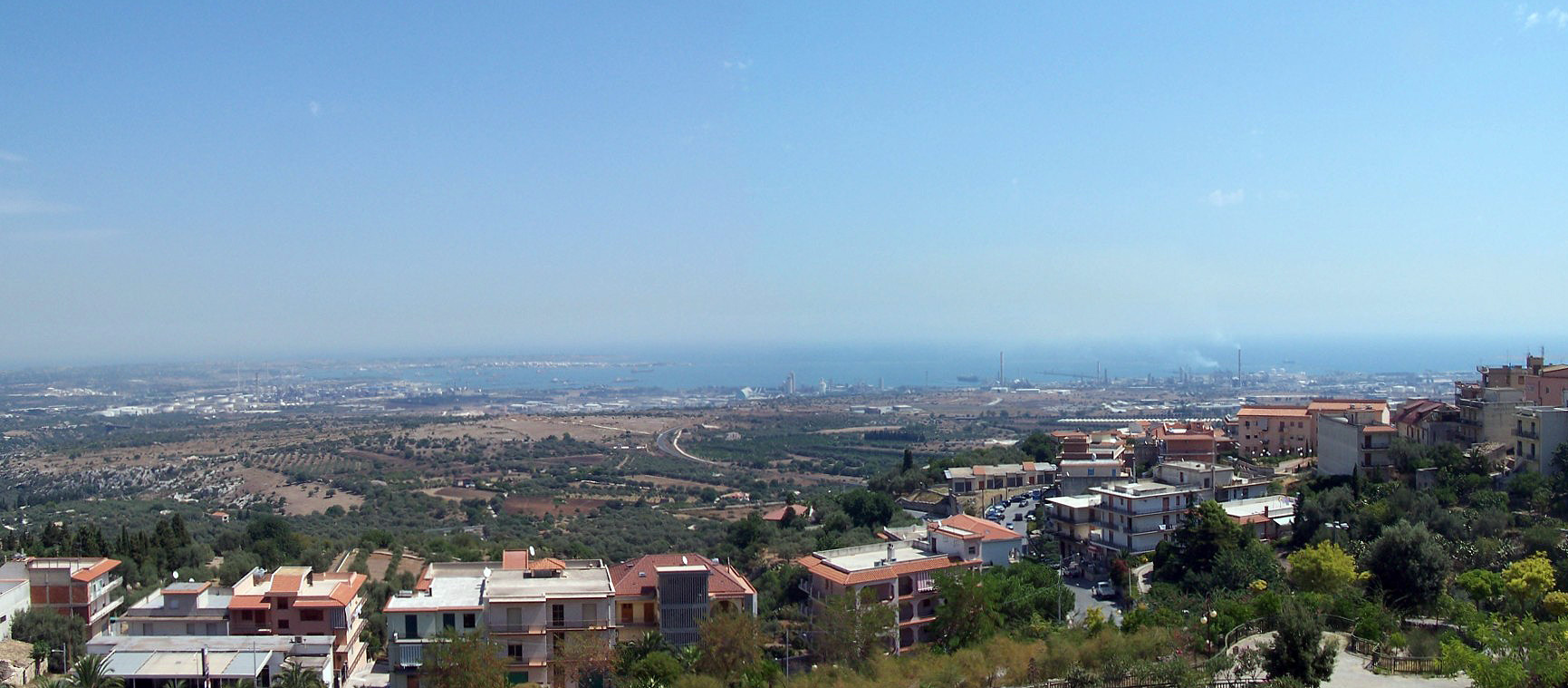
Il polo petrolchimico visto da Melilli

A partire dagli anni '70, Melilli ha subito un boom economico dovuto al crescente sviluppo del più grande polo petrolchimico d'Europa esteso su gran parte del suo territorio. La popolazione locale, che prima viveva di agricoltura e pastorizia, ha trovato occupazione e redditi prima insperati nella grande industria. Con il passare degli anni però al boom è seguito un graduale e crescente degrado dell'ambiente.
La commistione tra la mancanza cronica di sbocchi occupazionali, gli interessi economici delle industrie e la corruzione della classe politica locale hanno generato una situazione stagnante di clientelismo basato sull'accettazione del superamento sistematico dei limiti di inquinamento delle industrie in cambio di posti di lavoro, e quindi voti, ai politici locali. La situazione, attualmente, non evidenzia segni di miglioramento.
Diversi sono stati gli incidenti pericolosi causati dalla mancanza di manutenzione e amplificati dalla alta concentrazione di industrie. Il 20 maggio 1985 l'esplosione di due serbatoi di etilene causò un grave incidente, 2 feriti ed un morto (da infarto, a causa dello shock). Più di recente sono state frequenti le emissioni di nubi tossiche che sono arrivate nei vicini comuni di Augusta, Priolo e Melilli.
Attualmente il controllo ambientale viene effettuato dalle stesse industrie costituite in forma di consorzio (CIPA). Questo genera un conflitto di interessi a causa della mancanza di una distinzione tra controllore e controllato.
La fuga di competenze, la mancanza cronica di figure imprenditoriali e l'assistenzialismo politico, minano fortemente l'economia basata attualmente solo sull'occupazione industriale. Attualmente molte delle industrie chimiche, a seguito della crisi del settore, stanno dismettendo gli impianti creando una situazione di crisi lavorativa.
Negli ultimi anni l'economia locale ha avuto nuovo impulso dalla nascita di nuove aree commerciali. Grandi catene di negozi e grandi magazzini hanno aperto sul territorio di Melilli offrendo un bacino importante, anche se limitato, di posti di lavoro. Un altro punto importante di questa vasta area commerciale è il parco acquatico a tema Aretusa Park.

## Cucina
Tipico di Melilli è u cudduruni a miliddisa (alla melillese) condito con pomodori secchi, prezzemolo, pecorino, acciughe e cipolla. 

## Amministrazione
Di seguito è presentata una tabella relativa alle amministrazioni che si sono succedute in questo comune.
| Periodo          | Periodo          | Primo cittadino          | Partito                                         | Carica  | Note   |
| ---------------- | ---------------- | ------------------------ | ----------------------------------------------- | ------- | ------ |
| 26 luglio 1988   | 13 giugno 1990   | Sebastiano Sbona         | Democrazia Cristiana                            | Sindaco | [ 10 ] |
| 13 giugno 1990   | 13 maggio 1992   | Giuseppe Cannata         | Democrazia Cristiana                            | Sindaco | [ 10 ] |
| 4 giugno 1992    | 7 giugno 1993    | Angelo Annino            | Democrazia Cristiana                            | Sindaco | [ 10 ] |
| 7 giugno 1993    | 1º dicembre 1997 | Giuseppa Magnano         | Partito Democratico della Sinistra              | Sindaca | [ 10 ] |
| 1º dicembre 1997 | 2 aprile 2002    | Remo Sebastiano Ternullo | centro-destra                                   | Sindaco | [ 10 ] |
| 28 maggio 2002   | 15 maggio 2007   | Giuseppe Sorbello        | centro-destra                                   | Sindaco | [ 10 ] |
| 15 maggio 2007   | 21 maggio 2012   | Giuseppe Sorbello        | centro-destra                                   | Sindaco | [ 10 ] |
| 9 maggio 2012    | 12 giugno 2017   | Giuseppe Cannata         | lista civica, centro-sinistra, Unione di Centro | Sindaco | [ 10 ] |
| 12 giugno 2017   | in carica        | Giuseppe Carta           | Lista civica                                    | Sindaco | [ 10 ] |

### Gemellaggi
- Middletown[11]

## Sport
Ha sede nel comune la società di calcio Apd Melilli che nella stagione 2025-26 disputerà, per la prima volta nella sua storia, il campionato di Eccellenza siciliano grazie alla fusione con il Real Siracusa Belvedere, che figura nel massimo campionato regionale da sei anni; per quanto riguarda il calcio a 5, c'è il Città di Melilli che gioca nel campionato di serie A2 Elite, e precedentemente ha disputato il campionato di serie A 2022-23, il primo della sua storia. Le partite interne vengono giocate al palazzetto dello sport di Villasmundo per via dell'indisponibilità del PalaMelilli.